# Loen Skylift

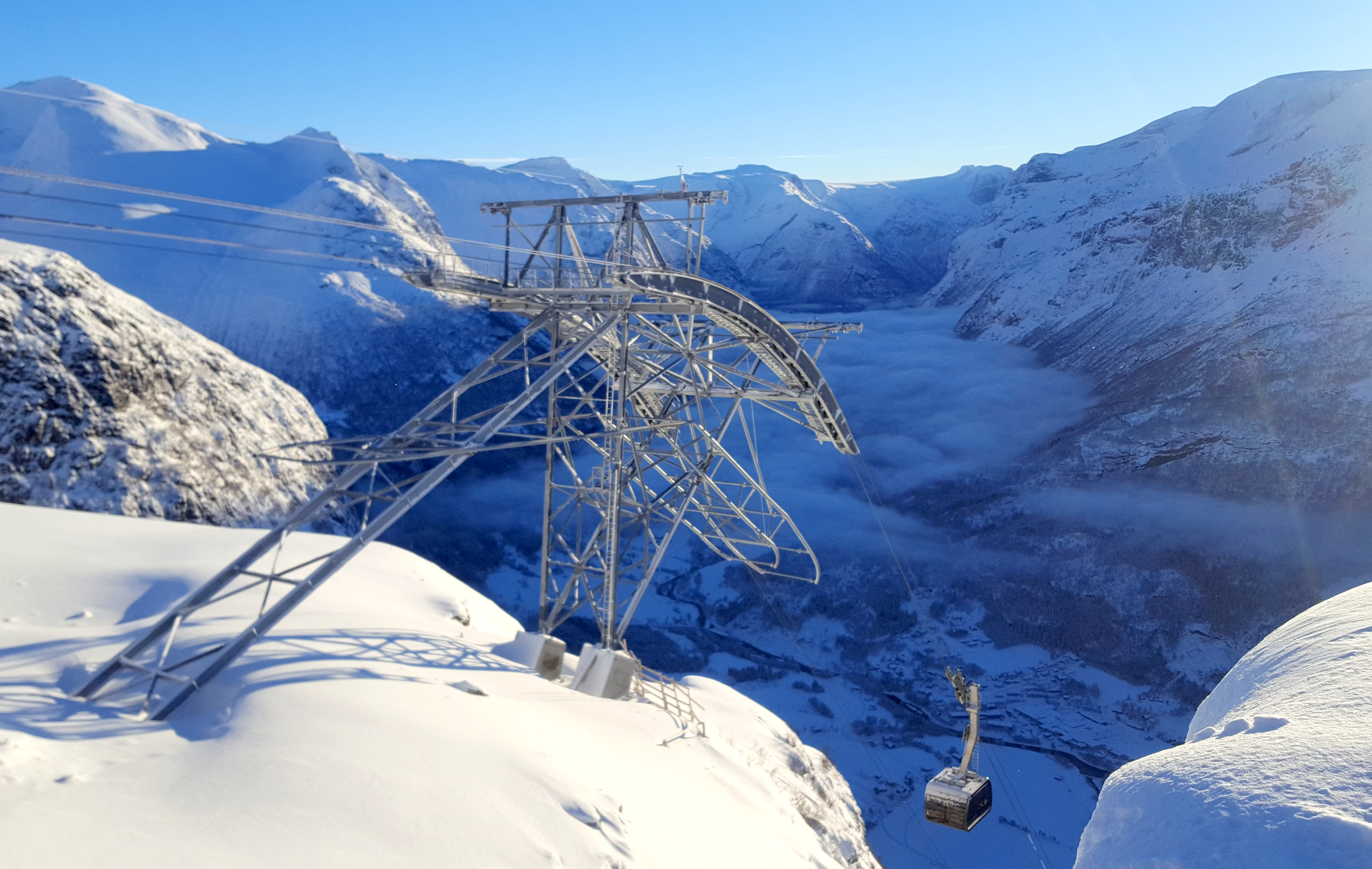
Przed stacją górną

Loen Skylift – kolej linowa (gondolowa) zlokalizowana w pobliżu miejscowości Loen w Norwegii (okręg Vestland).

## Charakterystyka
Trasa kolei prowadzi z dna fiordu Innvikfjorden na szczyt Hoven (1011 m n.p.m.). Jest to jedna z najbardziej stromych kolei linowych na świecie. Czas przejazdu wynosi 5 minut. Linię otwarto 20 maja 2017. W uroczystości inauguracyjnej udział wzięła królowa Sonja. Kolej została skonstruowana przez Doppelmayr Garaventa (Szwajcaria). W projekcie budowlanym wykorzystano głównie lokalnych wykonawców i dostawców. Projektantami architektury byli Tore Geir Aaland i Eva Eide Koefoed. Przejazd koleją łączy się z innymi atrakcjami turystycznymi w okolicy: szlakiem wspinaczkowym via ferrata Loen, mostem wiszącym Gjølmunnebrua o długości 120 m i areną Skåla Uphill Race.
Koszt budowy linii wyniósł około 250 milionów koron norweskich, co ulokowało ją w gronie najdroższych inwestycji turystycznych norweskich fiordów w początku XXI wieku.
Widok z górnej części linii zapewnia panoramę okolicznych fiordów, jezior oraz lodowca Jostedalsbreen.

## Parametry
- czas jazdy: 5-7 minut,
- prędkość jazdy: 7 m/s,
- liczba kabin: 2,
- pojemność jednej kabiny: 35 osób,
- przepustowość na godzinę: 350 osób,
- najwyższy punkt nad ziemią: 173,5 metra,
- najbardziej stromy punkt: około 53 stopnie,
- różnica wysokości: 989,50 metra,
- długość liny: 1524,4 metra,
- średnica liny nośnej: 42 mm,
- średnica lin napędowych: 32 mm,
- silnik główny o mocy 400 kW[1].